# Curtiss SB2C Helldiver
SB2C Helldiver je bio američki mornarički obrušavajući bombarder tijekom Drugog svjetskog rata. Uveden je kao zamjena za SBD Dauntless. Usprkos svojoj veličini SB2C je bio mnogo brži zrakoplov od SBD-a, koje je zamijenio. Posada ga je nazivala Big-Tailed Beast ili samo Beast, Two-Cee i Son-of-a-Bitch 2nd Class (po njegovoj oznaci SB2C, a djelomično i zbog problematične reputacije).
Iako su se proizvodni problemi nastavili i tijekom operativne uporabe istoga, piloti su ubrzo promijenili svoje mišljenje o snazi Helldiver-a.

## Dizajn i razvoj
Helldiver je razvijen kako bi zamijenio Douglas SBD Dauntless. Bio je to mnogo veći zrakoplov, sposoban za djelovanje s najnovijih nosača zrakoplova tog vremena, te iznimno dobro naoružan, izrađen kako bi zadovoljio visoke zahtjeve američke vojske.
Model XB2C-1 prototip je isprva bio suočen sa sitnim problemima vezanim uz motor R-2600 i trokraki propeler, kao i sa strukturalnim slabostima. Prvi prototip poletio je u prosincu 1940. godine. Isti se srušio u veljači 1941. godine. Od tvrtke Curtiss je zatražena obnova istog uz daljnja poboljšanja. Drugi prototip je također izgubljen u prosincu 1941. godine.
Početak serijske proizvodnje je bio naručen 29. studenog 1940. godine, ali s velikom brojem preinaka. Veličina repa i kormila je povećana kao i kapacitet spremnika goriva, i naoružanje je udvostručeno na 4 strojnice 12,7mm u krilima. SB2C-2 je građen s velikim spremnicima goriva što mu je značajno poboljšalo domet. 
Program je trpio mnoge odgode, tako da je Grumman-ov TBF Avenger ušao u serijsku proizvodnju prije Helldiver-a, iako je razvoj Avengera počeo čak dvije godine kasnije. Usprkos tome proizvodnja je započela u tri tvornice – u gradu Columbus, Ohio i dvije Kanadske - Fairchild Aircraft Ltd. i Canadian Car and Foundry. Ukupno je proizvedeno 7140 Helldivera u Drugom svjetskom ratu.

## Operativna uporaba
Velik broj preinaka na proizvodnim linijama spriječio je da Curtiss Helldiver uđe u borbu sve do 11. studenog 1943. godine kada su Helldiveri iz eskadrile VB-17 s nosača zrakoplova USS Bunker Hill (CV-17) napali japansku utvrdu u luci Rabaul, na otoku Nova Britanija, sjeverno od Papue Nove Gvineje. Usprkos tome i dalje su postojali mnogi problemi sa zrakoplovom, što je uzrokovalo nezadovoljstvo posada jer je isti bio puno veći i teži od Dauntlessa kojeg je trebao zamijeniti.
Uzroci problema zbog kojih Helldiver nije bio omiljen su bili u tome da je isti bio slabiji, s manjim doletom nego Dauntless, da je bio opremljen neadekvatnim električnim sustavom i u lošoj proizvodnji. Curtis Električni propeler i složen hidraulični sustav su često stvarali probleme pri održavanju.
Problemi su u velikoj mjeri u potpunosti razriješeni do vremena kad je SB2C-4 ušao u službu. Zračne posade su naposljetku počele cijeniti njegove sposobnosti da drži korak s pratečim lovcima, da ponese velik teret bombi i da prevaljuje velike udaljenosti. Helldiveri su sudjelovali u bitkama nad Marijanskim otocima, u zaljevu Leyte (gdje su dijelom odgovorni za potapanje japanskog bojnog broda Musashi, na Tajvanu i Okinawi u operaciji „Ten-Go“ tj. potapanju bojnog broda "Yamato".
Nakon rata određeni broj zrakoplova je prodan mornaricama Francuske, Italije, Grčke, Portugala i Tajlanda.

### A-25 Shrike
A-25 je bila armijska verzija, proizvođena u Curtiss-ovoj tvornici u St. Louisu. 900 zrakoplova je naručeno za USAAF pod oznakom A-25A Shrike. Prvih 10 zrakoplova su imali preklopna krila, dok ostali primjerci nisu. A-25A je sadržavao mnoge promjene u odnosu na Helldiver-a, kao što su veći prednji kotači, pneumatični zadnji kotač, duže ispušne cijevi i slične preinake kojima se zrakoplov prilagođavao zahtjevima kopnene vojske. Da kraja 1943. godine kada je zrakoplov ulazio u operativnu uporabu, vojska više nije imala potrebu za obrušavajućim bombarderima. Zrakoplovi su ponuđeni australskoj vojsci, no samo 10 komada je otkupljeno. 410 komada je prebačeno marincima (U.S. Marines). Isti su preinačeni u SB2C-1, ali isti nikada nisu vidjeli borbu u marinskim jedinicama, već su prvenstveno korišteni za obuku. Ostali primjerci su preinačeni u zrakoplove za obuku ili za tegljenje meta.
Sličan scenarij doživjeli su i britanski Helldiveri. Ukupno 26 zrakoplova je dostavljeno Kraljevskoj mornarici pod nazivom Helldiver I. Nakon nezadovoljavajućih testova niti jedan od njih nije upućen u borbu.

## Inačice
- XSB2C-1 – Prototip pogonjen motorom R-2600-8 1268 kW
- SB2C-1 – proizvodna verzija sa strojnicama 12.7mm u krilima i 7.62mm straga, 200 primjeraka
- SB2C-1A – originalno za USAAC, koji su kasnije postali A-25A, 410 primjeraka
- SB2C-1C
- SB2C-1 - s dva 20 mm topa u krilima i hidrauličkim flapsovima, 778 primjeraka
- XSB2C-2
- SB2C-1 – 1 zrakoplov preuređen u hidroavion 1942. godine
- SB2C-2 – hidroavion, planirano 287 primjeraka, proizvodnja otkazana
- XSB2C-3 - jedan SB2C-1 s motorom R-2600-20 od 1417 kW
- SB2C-3 – jedan SB2C-1 s motorom R-2600-20 od 1417 kW i četverokrakim propelerom, 1112 primjeraka
- S2BC-3E
- SB2C-3 opremljeni s APS-4 radarom
- SB2C-4
- SB2C-1 opremljen nosačima raketa od 127mm ili za bombe od 454 kg, 2045 primjeraka
- SB2C-4E
- SB2C-4 opremljeni s APS-4 radarom
- XSB2C-5
- dva SB2C-4 preuređena za varijantu -5
- SB2C-5
- SB2C-4 s povećanim spremnikom goriva, 970 izrađeno, 2500 otkazano
- XSB2C-6
- dva SB2C-1C opremljena motorom R-2600-22 od 1566 kW i povećanim spremnikom goriva
- SBF-1 – kanadska verzija SB2C-1, 50 proizvedenih primjeraka od tvrtke Fairchild-Canada
- SBF-3 – kanadska verzija SB2C-3, 150 primjeraka
- SBF-4E – kanadska verzija SB2C-4E, 100 primjeraka
- SBW-1 – kanadska verzija SB2C-1, 38 proizvedenih od tvrtke Canadian Car & Foundry company
- SBW-1B – kanadska verzija za Royal Navy kao Helldiver I, 28 primjeraka
- SBW-3 – kanadska verzija SB2C-3, 413 primjeraka
- SBW-4E – kanadska verzija SB2C-4E, 270 primjeraka
- SBW-5 – kanadska verzija SB2C-5, 85 primjeraka (165 otkazano)
- A-25A Shrike – USAAC verzija bez kuke i sklopivih krila, 900 primjeraka
- Helldiver I - Royal Navy oznaka za 28 kanadskih SBW-1B

## Korisnici
- Australija
- Francuska
- Grčka
- Italija
- Portugal
- Velika Britanija
- SAD
- Tajland

## Tehničke karakteristike (SB2C)
Osnovne karakteristike
- posada: 2
- dužina: 11,2 m
- raspon krila: 15,2 m
- površina krila: 39,2 m2
- visina: 4,5 m

Letne karakteristike
- najveća brzina: 473 km/h
- dolet: 1.900 km
- brzina penjanja: 8,9 m/s
- najveća visina leta: 7.600 m
- motor: 1×Wright R-2600 Cyclone radialni motor
  - propeler: 1

Naoružanje
- naoružanje: 2 × 20 mm topovi u krilima; 2 × 7.62 mm M1919 Browning strojnica straga, 900 kg bombi ili 1 Mark 13-2 torpedo u unutrašnjem spremištu, i 225 kg bombi pod krilima

## Vanjske poveznice
- The Commemorative Air Force's flying SB2C Helldiver  Arhivirana inačica izvorne stranice od 2. travnja 2004. (Wayback Machine)
- WW2DB: SB2C Helldiver
- ENS Bob Barnes: Helldivers of the Big E  Arhivirana inačica izvorne stranice od 9. kolovoza 2007. (Wayback Machine)
- Historynet: "The Last Dive Bomber"  Arhivirana inačica izvorne stranice od 30. listopada 2006. (Wayback Machine)
- "The Greek Civil War, 1944-1949"  Arhivirana inačica izvorne stranice od 6. lipnja 2011. (Wayback Machine)